# Adolf Josef Storfer
Adolf Josef Storfer (geboren 11. Januar 1888 in Botoșani, Königreich Rumänien; gestorben 2. Dezember 1944 in Melbourne) war ein österreichischer Schriftsteller, Journalist und Verleger.

## Leben
Adolf Joseph Storfer wuchs in Siebenbürgen in einer wohlhabenden Familie auf. Der Vater war Holzhändler, die Mutter stammte aus einer jüdischen Czernowitzer Bankiersfamilie. Storfer besuchte das Honterus-Gymnasium in Klausenburg und studierte anschließend ohne Abschluss Rechtswissenschaften und Literaturwissenschaften in Klausenburg, Wien und Zürich. Er unternahm einen Suizidversuch und war eine Zeit im Burghölzli interniert. Danach absolvierte er eine Ausbildung zum Journalisten. 1910 nahm Sigmund Freud seine psychoanalytische Studie Zur Sonderstellung des Vatermordes in die Schriftenreihe zur angewandten Seelenkunde auf. 1914 wurde er Kriegsfreiwilliger, avancierte zum Leutnant, erlitt eine Kriegsverletzung und wurde in der Etappe in einer Felddruckerei eingesetzt. 1916 machte er in Wien eine Lehranalyse bei Freud, praktizierte aber nie als Analytiker.
Nach dem Zusammenbruch der Ungarischen Räterepublik 1919 floh er aus Budapest nach Wien. Er wurde von der Budapester in die Wiener Psychoanalytische Vereinigung als ordentliches Mitglied übernommen und wurde 1921 als Nachfolger von Theodor Reik zum Assistenten von Otto Rank. Von 1925 bis 1932 war er selbst der Direktor des Internationalen Psychoanalytischen Verlags sowie Mitherausgeber von Freuds Gesammelten Schriften.
In den folgenden Jahren veröffentlichte er zwei „Wort-Biografien“: Wörter und ihre Schicksale (1935) und Im Dickicht der Sprache (1937); beide wurden ab den 1980er Jahren mehrfach wieder aufgelegt. 1938 änderte er seinen Vornamen „Adolf“ in „Albert“. Storfer gehörte zu den letzten Persönlichkeiten aus dem Umkreis der Wiener Psychoanalytischen Vereinigung, denen es im November 1938 noch gelang, Wien zu verlassen. Das knapp vor seiner Emigration abgeschlossene Werk über Vornamen wurde von den Nationalsozialisten konfisziert und ist wohl nicht mehr erhalten. Er hatte zwar eine Einladung der Rand School of Social Science in New York und ein Affidavit von Abraham Brill, aber das Einreisequorum der USA für in Rumänien Geborene war bereits ausgeschöpft. Daher ging er nach Shanghai, wo er die Hilfe eines Flüchtlingskomitees in Anspruch nehmen musste. Er gründete die Exilzeitschrift Gelbe Post deren Untertitel in den ersten Ausgaben Ostasiatische Halbmonatsschrift lautete, danach Shanghaier Zeitung. 1941 floh er vor den japanischen Truppen nach Australien.
In Australien gelang es Storfer nicht mehr, Fuß zu fassen. Er war physisch und seelisch mitgenommen und nahm keine publizistische Tätigkeit mehr auf. Stattdessen arbeitete er als Hilfsarbeiter in einem Sägewerk sowie als Knopfdreher und verstarb im Alfred Hospital in Melbourne an den Folgen einer Lungenentzündung.

## Schriften
- Zur Sonderstellung des Vatermordes: eine rechtsgeschichtliche und völkerpsychologische Studie, 1911
- Marias jungfräuliche Mutterschaft: ein völkerpsychol. Fragment über Sexualsymbolik, Barsdorf Verlag, Berlin 1914
- Wörter und ihre Schicksale, Atlantis Verlag, Zürich 1935
- Im Dickicht der Sprache, Passer Verlag, Wien 1937
- Gelbe Post: ostasiatische Halbmonatsschrift, Shanghai 1939

Ein Großteil der Werke Storfers sind im Internet Archive frei als Volltext zugänglich, unter anderen:
- Wörter und ihre Schicksale. Atlantis, Berlin / Zürich 1935 (Digitalisat; Nachdruck: Fourier, Wiesbaden 1981, ISBN 3-921695-53-8; Vorwerk, Berlin 2000, ISBN 3-930916-37-1); Lizenzausgabe: Bertelsmann Club GmbH, Gütersloh (#01805 1, ohne Jahresangabe).
- Im Dickicht der Sprache. Passer, Wien / Leipzig / Prag 1937 (Digitalisat; Nachdruck Vorwerk, Berlin 2000, ISBN 3-930916-37-1).